# Горня-Любата
Горня-Любата (серб. Горња Љубата, болг. Горна Любата) — населённый пункт в общине Босилеград Пчиньского округа Сербии.

## Население
Согласно переписи населения 2002 года, в селе проживало 485 человек (415 болгар, 32 серба и другие).
| Численность населения | Численность населения | Численность населения | Численность населения | Численность населения | Численность населения | Численность населения | Численность населения |
| 1948                  | 1953                  | 1961                  | 1971                  | 1981                  | 1991                  | 2002                  | 2011                  |
| --------------------- | --------------------- | --------------------- | --------------------- | --------------------- | --------------------- | --------------------- | --------------------- |
| 1405                  | 1657                  | 1621                  | 1580                  | 1064                  | 660                   | 405                   | 296                   |

## Религия
Согласно церковно-административному делению Сербской православной церкви, село относится к Босилеградскому архиерейскому наместничеству Враньской епархии. В селе расположен Храм Святого архангела Михаила, построенный в 1920 году..